# Tudomány és Technika Háza (Kecskemét)
A Tudomány és Technika Háza (jelenleg: Tudomány és Művészetek Háza) Kecskemét kulturális életének egyik központja. Épülete korábban a város neológ zsinagógája volt.

## Története
A zsidóság Kecskemétre először 1746-ban telepedhetett be, számuk hamarosan ezer fölé nőtt, így először egy lakóházból átalakított imatermüket, majd első helyi zsinagógájukat is kinőtték. Fischmann Simon Henrik főrabbi, aki Fényes Adolf festőművész édesapja volt, kezdeményezte egy 600 férőhelyes új zsinagóga megépítését.
Zitterbarth János tervei alapján 1864 és 1868 között készült el az épület, amely a mór és a romantikus stílus jegyeit is magán hordozta. A belső berendezéssel és díszítéssel 1871-ben végeztek. Ma már csak régi fényképeken láthatók a hajdani öntöttvas oszlopok, a festett mennyezet és a díszes kegytárgyak. Az 1911-es kecskeméti földrengés következtében a zsinagóga kupolája megdőlt, a renoválás során, Baumhorn Lipót tervei alapján a korábbi hagymaformájú kupola helyére egy lótuszbimbó alakú került.
A második világháború idején a növekvő antiszemitizmus Kecskemétet is elérte, a város zsidó vallású lakói egyre több atrocitásnak voltak kitéve, a városban létrehozták a gettót, a zsinagóga épülete pedig az SS-tisztek istállója lett. Kecskemét háború előtti 1431 zsidó polgára közül 1222 mártírhalált halt a deportálások és kegyetlenkedések során.
A funkcióját vesztett épületet a város 1966-ban megvásárolta, majd Kerényi József és Udvardi Lajos tervei szerint 1974-ben átalakította, kialakítva ezzel mai formáját.

## Jelene
Jelenleg az épület konferenciaközpontként és kiállítóteremként is funkcionál, állandó kiállításként 15 Michelangelo-szobor gipsz másolata tekinthető meg az épületben. Emellett több helyi szervezet irodája is megtalálható itt. Alkalomszerűen könnyűzenei koncerteknek is otthont ad az épület. Többek között lépett már fel itt a Tankcsapda, a Bëlga, az Intim Torna Illegál, a Paddy and the Rats és a Depresszió zenekar is.

## Képek az épületről napjainkban

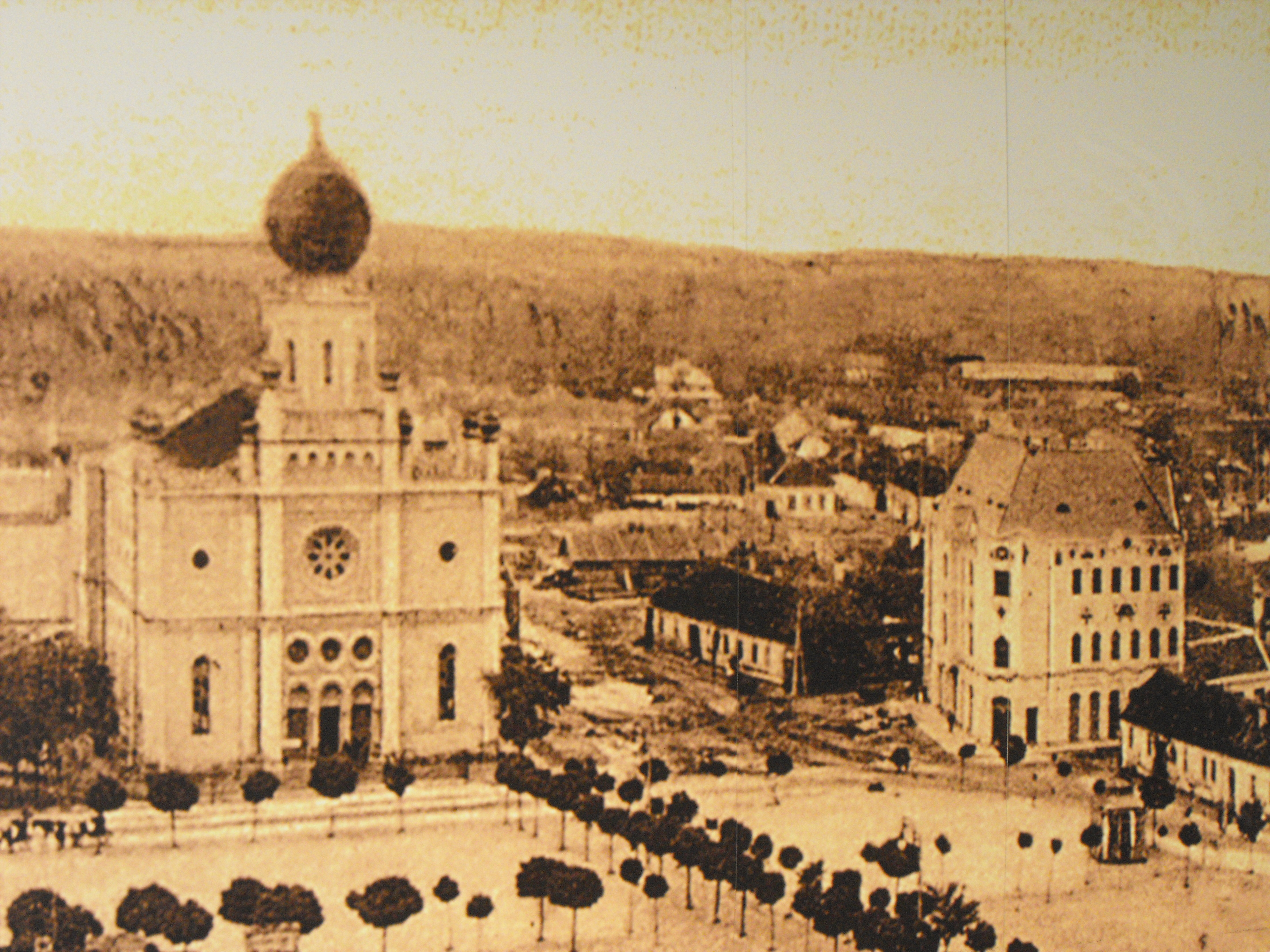
Az 1900-as évek elején még zsinagógaként működő épület. Érdemes megfigyelni az akkori hagymakupolát
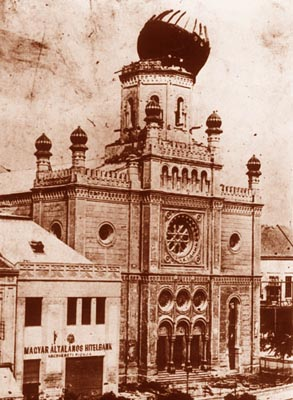
A kecskeméti zsinagóga félrebillent kupolával az 1911-es földrengés után
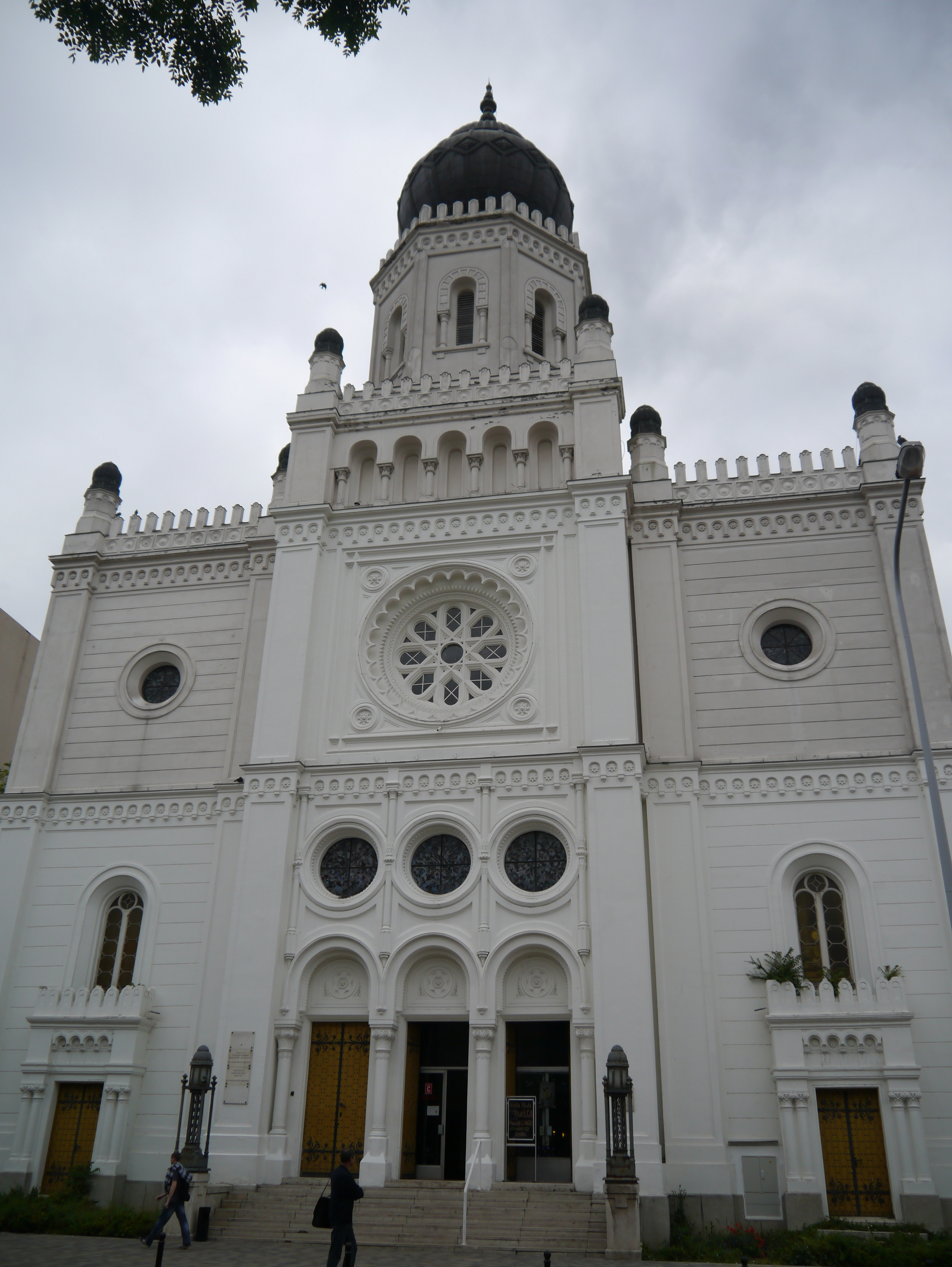
Főhomlokzat üvegablakkal
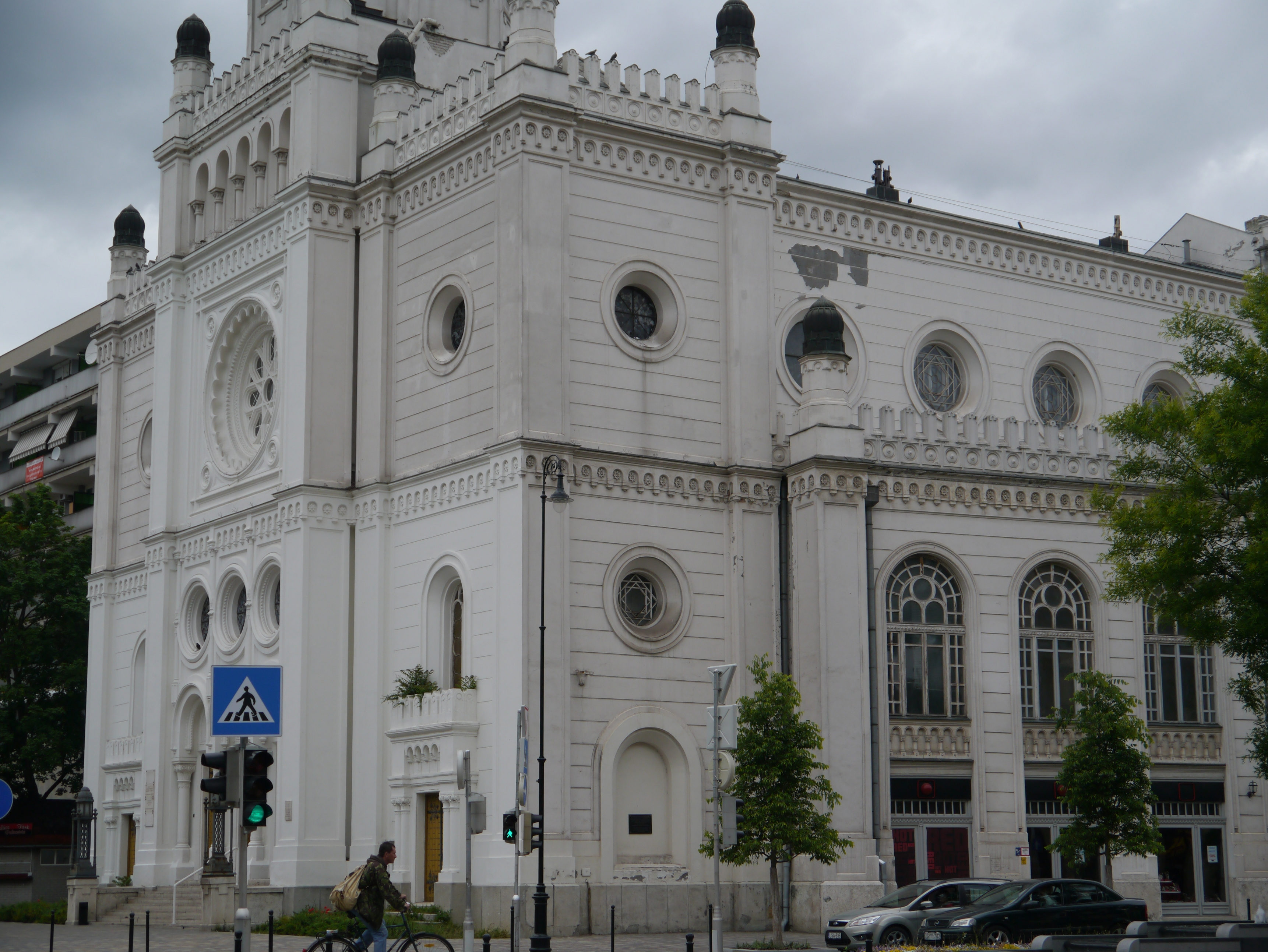
Oldalsó homlokzat

## Egyéb képek
- Az egykori zsinagóga homlokzata[halott link]
- Egy régi képeslapon[halott link]
- A földrengésben megsérült épület
- A régi fémszerkezetes belső

## Külső hivatkozások
- Technika Kávézó